# Pokopališče Al-Baki
Pokopališče Al-Baki (arabsko ٱلْبَقِيْع, latinizirano: Jannat al-Baqī) je najstarejše in prvo islamsko pokopališče v Medini v regiji Hedžas regija današnje Saudove Arabije. Znan je tudi kot Baqi al-Gharqad (arabsko بَقِيْع الْغَرْقَد,, latinizirano: Baqiʿ, dob. 'Škatlast trn').
Al-Baki naj bi ustanovil Mohamed in služi kot pokopališče za številne njegove sorodnike in spremljevalce, zaradi česar je eno od dveh najsvetejših pokopališč v islamski tradiciji. Spomeniki in mošeje, zgrajeni na ali v bližini al-Bakīja, so bili porušeni pod emiratom Dirijah leta 1806. Po njihovi obnovi so bili leta 1926 ponovno porušeni pod sultanatom Nedždom, v skladu z njihovo vahabitsko razlago islamskega prava glede malikovanja. Ta rušenja so obsojali po vsem islamskem svetu, vendar je saudska vlada zavrnila pozive k obnovi.

## Zgodovina
Ko je Mohamed prispel v Medino iz Meke septembra 622 n. št., je bila al-Baki' dežela, pokrita s kustovnico (Lycium ferocissimum). Po zgodovinskih zapisih so se po Mohamedovem prihodu hiše v Medini razvile v bližini al-Bakija, ki je zato veljal za javno grobnico. Gošča je bila očiščena in kraj je bil posvečen za bodoče pokopališče muslimanov, ki so umrli v Medini. Poleg tega je bil al-Baki' predstavljen kot lokacija z Nakhlom na vzhodni strani in hišami na zahodni strani. Pravzaprav je bil pred rušenjem al-Baki'za hišami v mestu.
Med gradnjo Prerokove mošeje na mestu, ki ga je Mohamed kupil od dveh otrok sirot po selitvi iz Meke v Medino, je umrl Asad ibn Zurarah, eden od Mohamedovih spremljevalcev. Mohamed je to mesto izbral za pokopališče, Asad pa je bil prvi posameznik, ki je bil pokopan v al-Bakiju med Ansarji.
Medtem ko je bil Mohamed zunaj Medine zaradi bitke pri Badru, je njegova hči Rukaja zbolela in leta 624 umrla. Pokopana je bila v al-Bakiju. Rukaja je bila prva oseba iz Ahl al-Bajt (Mohamedova družina), ki je bila pokopana na tem pokopališču.
Kmalu po tem, ko je Mohamed prispel iz Badra, je Osman bin Maz'oon umrl leta 3 po hidžri (624/625 n. št.) in bil pokopan v al-Bakiju. Veljal je za prvega spremljevalca Mohameda iz Muhadžiruna, ki je bil pokopan na pokopališču. Mohamed ga je omenil tudi kot prvega med nami, ki je šel v onostranstvo. Mesto, kjer je pokopan Uthman bin Maz'oon, je poimenoval Ravhā.
Ko je umrl njegov najmlajši sin Ibrahim, je Mohamed ukazal, naj ga tudi tam pokopljejo. Zalil je grob in ta kraj poimenoval Zavrā. Po njegovih navodilih sta bili dve njegovi hčeri Zainab in Umm Kulthum prav tako pokopani blizu groba Osmana bin Maz'oona.
Sprva je bil tretji kalif, Uthman, pokopan na velikem sosednjem judovskem pokopališču. Prvo širitev al-Bakija je izvedel Muavija I., prvi Omajadski kalif. V častUthmanu je Muavija vključil obsežno judovsko pokopališče v al-Bakijevo grobišče. Omajadski kalifat je zgradil prvo kupolo nad Uthman grobom v al-Bakiju. Sčasoma so bile nad različnimi grobovi zgrajene ali rekonstruirane številne kupole in strukture.

## Rušenje

### Prvo rušenje
Pokopališče so porušile sile, zveste vahabitsko-saudski zvezi v letih 1806 in 1925 (ali 1926).
V začetku 19. stoletja, med vahabitskim nadzorom nad Meko in Medino leta 1806, so bili številni verski objekti, vključno z grobnicami in mošejami,ref>»Sahih Muslim 969a, 969b – The Book of Prayer – Funerals – كتاب الجنائز – Sunnah.com – Sayings and Teachings of Prophet Muhammad (صلى الله عليه و سلم)«. sunnah.com. Pridobljeno 18. februarja 2021.</ref> porušeni. To rušenje se je zgodilo znotraj in zunaj al-Bakija v skladu z vahabitsko razlago islamske doktrine, ki prepoveduje malikovanje. Te strukture so bile zravnane z zemljo zaradi vahabitskih trditev o grobnem čaščenju.

### Drugo rušenje
Saudova hiša je ponovno prevzela nadzor nad Hidžasom leta 1924 ali 1925. Naslednje leto je kralj Ibn Saud izdal dovoljenje za uničenje mesta, z verskim dovoljenjem, ki ga je dal kadi Abd Allah ibn Bulajhid. Rušenje se je 21. aprila 1926 (ali 1925) začelo Ikhvan (»bratje«), vahabijska verska milica. Rušenje je vključevalo uničenje »tudi najpreprostejših nagrobnikov«. Britanski spreobrnjenec Eldon Rutter je rušenje primerjal s potresom: »Po celem pokopališču ni bilo videti ničesar razen majhnih nedoločenih gomil zemlje in kamenja, kosov lesa, železnih palic, kamnitih blokov in odlomljenih ruševin cementa in opeke, raztresene.«
O drugem rušenju so razpravljali v Majles-e Shora-ye Melli (nacionalna posvetovalna skupščina Irana) in skupina predstavnikov je bila poslana v Hidžas, da razišče zadevo. V zadnjih letih (1982) so si iranski verski učenjaki in politični veljaki prizadevali obnoviti pokopališče in njegova svetišča. Proti uničenju sta protestirali tako sunitska kot šiitska skupnost, shodi pa potekajo vsako leto. Dan velja za Jaum-e Gham ('Dan žalosti'). Vidni sunitski teologi in intelektualci so obsodili 'neprimerno' stanje pokopališča Baki. Vendar pa so saudske oblasti ignorirale vse kritike in zavrnile vse zahteve za obnovo grobnic in mavzolejev.

### Galerija
- Halimahov grob
- Grobovi Fatime (en sam grob spredaj), Hasana, imama Zain al-Abideena, Mohameda al-Bakirja in Džafarja as-Sadika (2. vrsta od leve proti desni, 4 grobovi drug poleg drugega) in 'Abasa ibn 'Abd al-Muttaliba (desno en grob)
- Grob Mohamedovih žena, od leve proti desni: Maria al-Kibtija, Džuvajrija bint al-Harith, Hind bint Abi Umaja, Zajnab bint Džahš, Zajnab bint Khuzajma, Savda bint Zama, Hafsa bint Umar, Safija bint Hujaj, Ramla bint Abi Sufjan, Aiša bint Abi Bakr
- Grob Ibrahima ibn Mohameda
- Uthman grob z Prerokovo mošejo v ozadju, pogled proti zahodu. Videti je tudi Zeleno kupolo
- Grobova Abdulaha ibn Džafarja in Akeela ibn Abi Taliba
- Grobova Malika ibn Anasa in Nafi' al-Madanija
- Oskrunjeni grob imama Zaina al-Abidena v Al-Bakiju